# Белёво
Белёво (болг. Бельово) — село в Благоевградской области Болгарии. Входит в состав общины Сандански. Находится примерно в 24 км к востоку от центра города Сандански и примерно в 71 км к юго-востоку от центра города Благоевград. По данным переписи населения 2011 года, в селе  проживало 5 человек, преобладающая национальность — болгары.

## Население
| Год     | 1934 | 1946 | 1956 | 1965 | 1975 | 1985 | 1992 | 2001 | 2011 |
| ------- | ---- | ---- | ---- | ---- | ---- | ---- | ---- | ---- | ---- |
| Жителей | 722  | 806  | 804  | 413  | 119  | 55   | 32   | 13   | 5    |

|  |